# Nokian KrP
Nokian KrP ist ein finnischer Floorballverein aus Nokia. Der Verein wurde 1997 gegründet und trägt seine Heimspiele in der AGCO Power Arena aus, die 1900 Zuschauern Platz bietet. Die Herrenmannschaft spielt seit der Saison 2008/09 in der höchsten finnischen Liga, der F-Liiga. 
Der Klub wurde 1997 als Hobbyklub der Pfingstkirche gegründet, was sich in seinem ursprünglichen vollständigen Namen Nokian Kristityt Palloilijat (deutsch Christliche Sportler Nokias) widerspiegelt.

## Erfolge
- Gewinner der regulären Saison (Herren): 2022
- Vizemeister (Herren): 2022, 2023
- Pokalsieger (Herren): 2024